# Eleccions al Dáil Éireann de 2002
Les eleccions al Dáil Éireann de 2002 es van celebrar el 17 de maig de 2002 per a renovar els 166 diputats del Dáil Éireann. Va guanyar el Fianna Fáil, mentre que el Fine Gael va treure un dels pitjors resultats de la seva història i va perdre gairebé la meitat de la seva representació a costa dels Progressive Democrats, independents i altres partits petits. Bertie Ahern formarà un govern de minoria sense coalició.

## Resultats
| Partit                | Líder          | Vot popular | %     | Escons |
| Fianna Fáil           | Bertie Ahern   | 770.800     | 41,5% | 81     |
| Fine Gael             | Michael Noonan | 417.700     | 22,5% | 31     |
| Laborista             | Ruairi Quinn   | 200,100     | 10,8% | 20     |
| Progressive Democrats | Mary Harney    | 73.600      | 4,0%  | 8      |
| Verds                 | Trevor Sargent | 71.500      | 3,8%  | 6      |
| Sinn Féin             | Gerry Adams    | 121.000     | 6,5%  | 5      |
| Partit Socialista     | Joe Higgins    | 14.900      | 0,64% | 1      |
| Independents          |                | 176.300     | 3,0%  | 13     |